# Rubió de Baix
Rubió de Baix, o també Rubió de Sòls, és un poble del terme municipal de Foradada (Noguera). El 2019 tenia 12 habitants, encara que tots de forma disseminada, ja que el nucli principal està abandonat. Està situat al nord del municipi, vora el riu Segre.
El castell de Rubió de Sòls és documentat el 1018. Sembla que la repoblació del lloc començà vers el 1034, quan ja s'havien expulsat del tot els sarraïns d'aquells indrets. Els vescomtes d'Àger hi exerciren una sobirania, però la castlania del castell de Rubió pertanyé al llinatge que en prengué el nom. El 1230 era castlà del lloc Arnau de Rubió. Les restes del castell de Rubió són emplaçades en un penyal estratègic que domina el Segre i la seva vall. Hi ha també les ruïnes de la capella romànica del castell, que era dedicada a sant Eudald.
Hi destaca també l'església de Sant Miquel.
Juntament amb Rubió de Dalt i Rubió del Mig formava l'antic municipi de Rubió d'Agramunt que a meitat del segle xix es va integrar a Foradada.